# Kamakshyanagar
Kamakshyanagar là một thị xã và là nơi đặt ủy ban khu vực quy hoạch (notified area committee) của quận Dhenkanal thuộc bang Orissa, Ấn Độ.

## Nhân khẩu
Theo điều tra dân số năm 2001 của Ấn Độ, Kamakshyanagar có dân số 15.002 người. Phái nam chiếm 53% tổng số dân và phái nữ chiếm 47%. Kamakshyanagar có tỷ lệ 73% biết đọc biết viết, cao hơn tỷ lệ trung bình toàn quốc là 59,5%: tỷ lệ cho phái nam là 81%, và tỷ lệ cho phái nữ là 65%. Tại Kamakshyanagar, 11% dân số nhỏ hơn 6 tuổi.